# Quartet de corda núm. 4 (Mozart)
El Quartet de corda núm. 4 en do major, K. 157, és una composició de Wolfgang Amadeus Mozart escrita a la fi de l'any 1772 o a principi de 1773 a Milà, durant el tercer viatge de Mozart a Itàlia. Es tracta del tercer d'una sèrie de sis quartets, coneguts com a Quartets milanesos, ja que van ser compostos a Milà, mentre Mozart estava treballant en la seva òpera Lucio Silla.
Consta de tres moviments:
1. Allegro
2. Andante
3. Presto